# Sisian
Sisian (in armeno Սիսիան?; precedentemente Garakilse, ancora prima Sisakan/Sisavan) è una città dell'Armenia, precisamente della provincia di Syunik; nel 2010, ovvero nell'ultimo censimento, si contavano 16.735 abitanti.